# Holywell (Cambridgeshire)
Holywell – wieś w Anglii, w hrabstwie Cambridgeshire, w dystrykcie Huntingdonshire. Leży 17 km na północny zachód od miasta Cambridge i 91 km na północ od Londynu.